# Rim-Sin I
Rim-Sin I va ser l'últim rei de la seva dinastía a la ciutat-estat de Larsa, a Mesopotàmia. Va regnar entre els anys 1758 aC i 1699 aC aproximadament, segons la cronologia curta. Durant el seu regnat de 30 anys la ciutat de Larsa va ser l'estat més important, i el rei era el més poderós de la part sud de Mesopotàmia, fins que va ser derrotat per Hammurabi de Babilònia. Era contemporani d'Idarnene, rei d'Uruk.
El pare de Rim-Sin, Kudur-Mabuk, era el cap d'una tribu amorrita que es va apoderar del tron de Larsa i hi va situar al seu fill Warad-Sin, i entre els dos van consolidar el regne. Quan Rim-Sin I va ser rei es va dedicar a engrandir el territori. Va vèncer una coalició d'Uruk i Isin que el va atacar i va conquerir les dues ciutats. També va incorporar Der al seu territori. La conquesta d'Isin va posar sota el seu domini tot el territori de Sumer, però no va poder vèncer ni Babilònia ni Eixnunna.
Va dedicar-se a la construcció i restauració de les muralles d'algunes ciutats, i a excavar nombrosos canals per augmentar la superfície de regadiu, a construir nous temples i a potenciar el comerç amb el golf Pèrsic a través de Dilmun.
Després d'haver conquerit Isin va pujar al tron de Babilònia el rei Hammurabi, i la segona part del seu regnat es va trobar amb constants conflictes amb Babilònia, que li anava conquerint territoris. Hammurabi va atacar Isin, i es vanagloriava d'haver-la conquerit, però sembla que només va ser una incursió feta amb èxit, abans de retirar-se. Més tard, Hammurabi va atacar directament Rim-Sin I que s'havia negat a ajudar-lo en la guerra que duia a terme contra Elam. El rei de Babilònia va atacar per primera vegada Maskham-shapir, una ciutat a la part nord de Larsa. Des d'allà, l'exèrcit d'Hammurabi va arribar ràpidament a Larsa, i després d'un setge de sis mesos, la ciutat va caure a les seves mans. Rim-Sin es va poder escapar, però va ser fet presoner i va morir. Amb ell es va acabar la dinastia de reis de Larsa, i Hammurabi es va titular rei de Babilònia i Larsa.